# Klein Kussewitz
Klein Kussewitz är en ortsteil i kommunen Bentwisch i Landkreis Rostock i förbundslandet Mecklenburg-Vorpommern i Tyskland. Klein Kussewitz var en kommun fram till 1 januari 2018 när den uppgick i Bentwisch. Klein Kussewitz hade 747 invånare 2017.